# Jagodowo (kolonia)
Jagodowo (dodatkowa nazwa w j. kaszub. Jagòdowò) – kolonia w Polsce, w województwie pomorskim, w powiecie kartuskim, w gminie Sierakowice. Wchodzi w skład sołectwa Nowa Ameryka.
Do 2023 miejscowość była częścią wsi Leszczynki.
W latach 1975–1998 Jagodowo administracyjnie należało do województwa gdańskiego.